# Kyrylo Mieshkov
Kyrylo Mieshkov (en ukrainien : Кирило Мєшков) est un lutteur ukrainien, spécialiste de lutte libre.
Il remporte la médaille de bronze dans la catégorie des moins de 92 kg lors des Championnats d'Europe 2018.